# めんべい

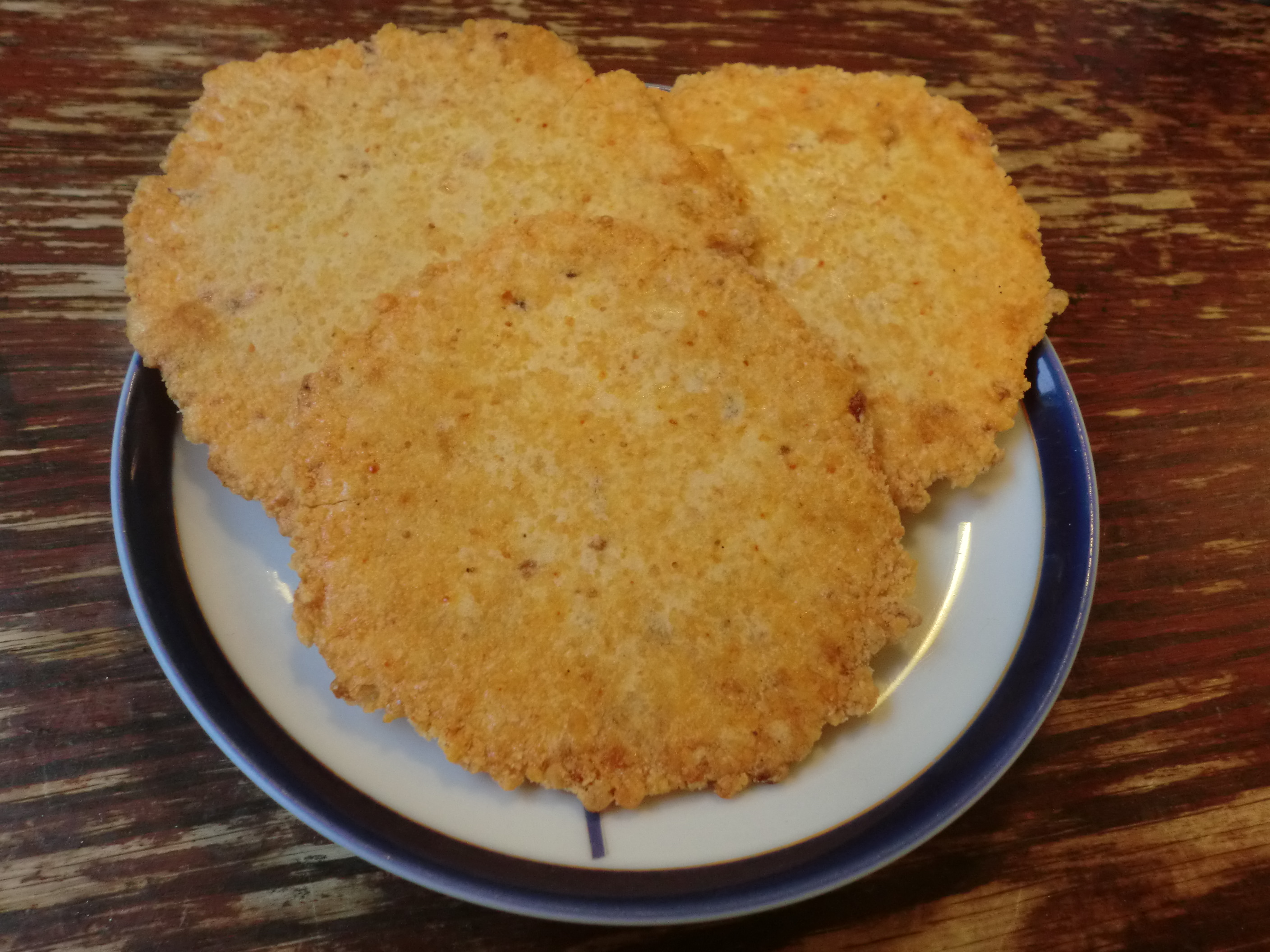
めんべい

めんべいは、福岡県福岡市に所在する山口油屋福太郎が製造している土産菓子である。
辛子明太子の老舗である同社が年間30億円以上売り上げる人気商品。　　
販売、製造開始は2001年

## 特徴
3代目社長の山口毅の「賞味期限の長い商品を作りたいというのが夢だった」との思いから作られた。高級めんたいこを使い、自社で扱っているイカやタコも一緒に練り合わせて焼き上げる事で、独特の旨味を出している。今では、メインのめんたいこに並ぶ人気商品となり、工場では、1日25万枚の「めんべい」を焼き上げている。

## その他
味には以下の種類がある。
- プレーン
- 辛口
- ねぎ（博多限定）
- マヨネーズ味
- 玉ねぎ
- かつお（勝つめんべい）
- 香味えび

この他にもご当地めんべいなどが存在する。